# Гладилович Людвиґ-Микола
Людвиґ-Микола Гладило́вич (28 лютого 1885, Коломия — 13 січня 1967, Катовиці) — український і польський диригент і композитор.

## Біографія
Народився 28 лютого 1885 року у місті Коломиї (нині Івано-Франківська область, Україна). У 1905 році навчався у Вищому музичному інстуті (клас диригування Анатоля Вахнянина) й одночасно в Консерваторії Галицького музичного товариства у Львові (клас композиції Мечислава Солтиса). Упродовж 1912—1913 років навчався у Вищій музичній школі в Зондерсгаузені та у Ляйпцизькій консерваторії у Німеччині.
Працював диригентом у німецьких театрах опери і оперети в Наумбурзі, Таллінні, Ризі та Юр'єві. У 1914 році, як австрійський підданий, перебував у російському полоні в Астрахані, Саратові. У 1917 році працював диригентом Українського музично-драматичного театру В. Левицького в Царицині, з яким у 1921 році переїхав до Києва. З 1922 року — у Львові, з 1924 року працював диригентом театру «Українська Бесіда» під керівництвом Йосипа Стадника.
З 1925 року — диригент польських театрів: Об'їзної опери В'єжбіцьких; у 1926—1930 роках — Польського театру в Катовиці; у 1930—1931 роках — Міського театру у Бидгощі; у 1932—1934 роках — Великого театру у Варшаві. З 1935 року — диригент хорів, оркестрів і педагог в Кельце, з 1945 року — в Бєльсько-Бяла, з 1951 року — в Катовицях, де 1958 року організував український хор. 1963 року відвідав Україну. Помер у Катовицях 13 січня 1967 року.

## Творчість
В Царицині поставив опери «Наталка-Полтавка» Миколи Лисенка, «Запорожець за Дунаєм» Семена Гулака-Артемовського, «Катерина» Миколи Аркаса, «Вечорниці» Петра Ніщинського.
У Руському народному театрі ставив українські та європейські оперети, а також опери «Продана наречена» Бедржіха Сметани, «Галька» Станіслава Монюшка, «Жидівка» Фроманталя Галеві.
Як композитор, для українського хору в Катовицях писав твори на слова Тараса Шевченка, Івана Франка, Максима Рильського, обробки українських народних пісень. Для симфонічного оркестру написав «Віночок гуцульських народних пісень».